# James Cohn
James 'Jim' Cohn (Newark (New Jersey), 12 februari 1928 - 12 juni 2021) was een Amerikaanse componist. Zijn muzikale opleiding begon met een studie voor viool en piano, maar op ongeveer tienjarige leeftijd besloot hij componist te worden. Later studeerde hij bij Roy Harris, Wayne Barlow en Bernard Wagenaar, hij studeerde daarbij ook aan Juilliard, waar hij in 1950 afstudeerde. Vlak daarna ging hij voor circa 30 jaar werken bij ASCAP.
Hij leverde tot 2009 composities af binnen ongeveer alle genres binnen de klassieke muziek, zoals solowerken, concerti, strijkkwartetten (3), pianosonates (5) en symfonieën (8). Zijn symfonie nr. 2 kreeg een onderscheiding van het Koningin Elisabeth Concours. Ook zijn symfonie nr. 4 viel in de prijzen.
Er zijn diverse opnamen van zijn werken verschenen, voornamelijk op zijn eigen platenlabel XLNT-Records (XLNT staat voor excellent), hij is daar directeur. In 2008 volgde een eerste "onafhankelijke" opname in de serie American Classics van Naxos.
Hij overleed op 93-jarige leeftijd.

## Oeuvre (selectief)
- 1946: Opus 8: Concertino voor piano en orkest
- 1947: Opus 10: Blaaskwintet nr. 2
- 1949: Opus 13: Symfonie nr. 2
- 1952: Opus 17 : The Fall of the city (opera) (première in Athens (Ohio))
- Opus 18: Sonata romatica voor contrabas en piano
- 1955: Opus 27: Symfonie nr. 3 (première Detroit Symphony Orchestra o.l.v. Paul Paray)
- 1956: Opus 29: Symfonie nr. 4
- 1957: Opus 29a: Wals in D (orkestratie 1962)
- 1959: Opus 31: Homage
- Opus 33: Vioolsonate
- 1960: Opus 34: Variations on The Wayfaring Stranger
- Opus 36 B: Blaaskwintet
- 1966: Opus 44: Concertina concerto
- 1967: Opus 45: Symfonie nr. 7
- 1972: Opus 52: Fluitsonate
- 1976: Opus 53: A song of the waters (symfonisch gedicht)
- 1980: Opus 55: Sonata robusta voor fagot en piano
- 1982: Opus 56: Sonatina voor klarinet en piano
- 1982: Opus 59: Little overture
- Opus 60; Concerto da Camera
- 1984: Opus 61: Goldfinch variations
- 1986: Opus 62: Klarinetconcert nr. 1
- 1987: Sonate voor altviool en piano
- 1988: Opus 66: Trio voor piano, viool en cello
- 1990: Opus 68: Serenade
- 1990: Opus 69: Mount Gretna Suite
- 1996: Opus 75: Evocation (klarinetconcert nr. 2)
- 1996: Opus 76: Trompetconcert
- 2000: Opus 79: Pianoconcert
- 2006: Opus 85: Pianotrio nr. 2
- 2006: Mozart Fantasie
- Arkansas Reel (opgedragen aan Bill Clinton)

## Bron
- Naxos uitgave biografie
- XLNT voor oeuvrelijst
- Interview op classicaldomainli.com (pagina niet meer beschikbaar)

- Bibliothèque nationale de France: cb16278345h (data)
- Gemeinsame Normdatei: 103783776
- International Standard Name Identifier: 0000 0001 1877 6315
- Library of Congress Control Number: n83066484
- Nationale Bibliotheek van Letland: 000153765
- MusicBrainz: 3bd3aee6-3274-46c2-abd5-e92a70a3bfb0
- Nationale Bibliotheek van Tsjechië: xx0179061
- Nationale Bibliotheek van Israël: 987007327556805171
- SNAC: w6474j5v
- Virtual International Authority File: 129149066737365602798